# St. Vitus (Moosen)

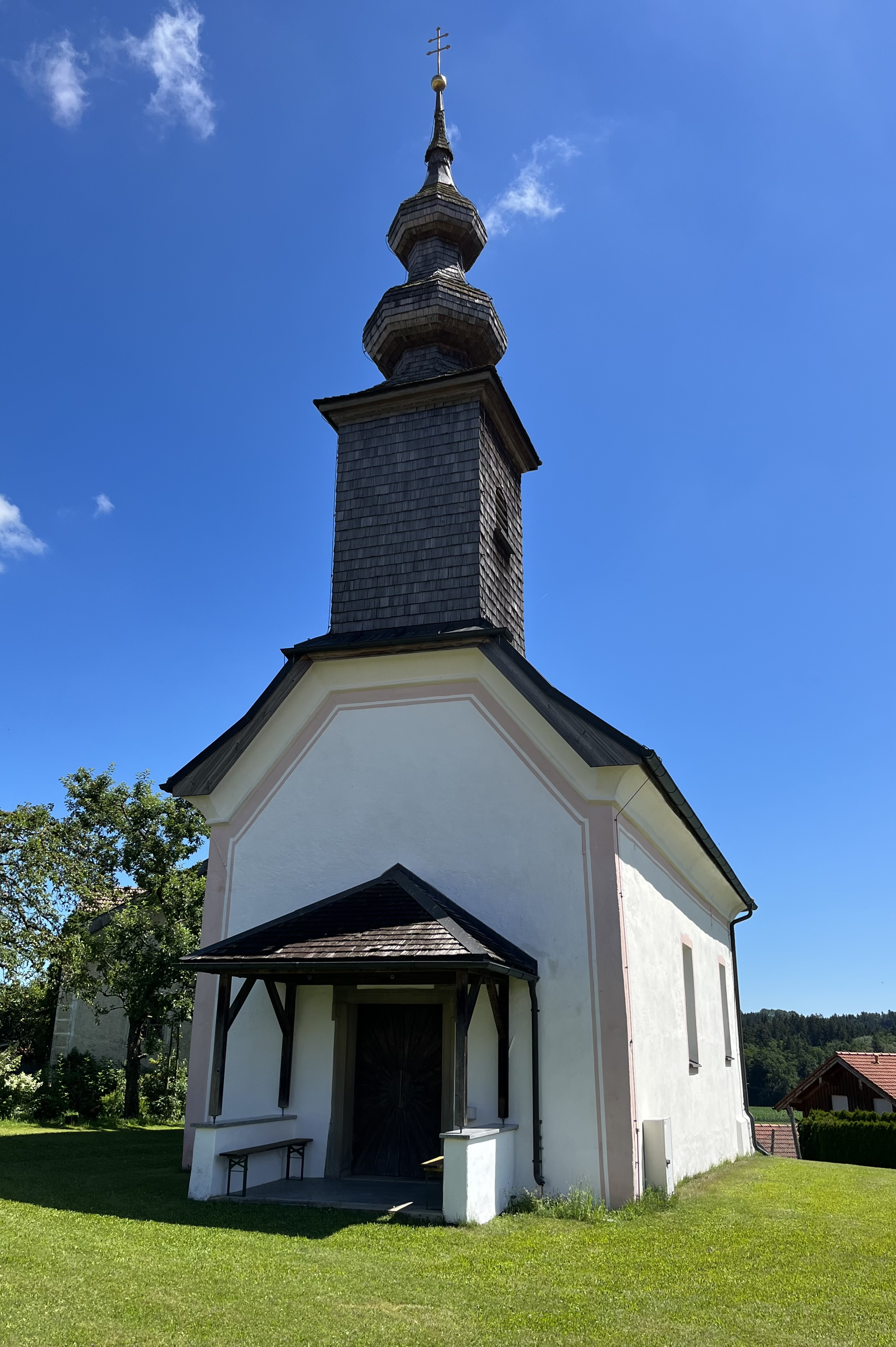
St. Vitus in Moosen

St. Vitus ist eine römisch-katholische Filialkirche der Pfarrei Saaldorf (Berchtesgadener Land), in Moosen. Der heilige Vitus ist der Kirchenpatron.

## Geschichte
Das Erbauungsjahr der Kirche, deren Neueinweihung 1518 war, ist unbekannt. Der spätgotische Altarraum stammt aus der Zeit vor/um 1518. Im Jahr 1761 wurde an dem Chor ein neues Langhaus angebaut. Die letzte Gesamtrenovierung fand in den Jahren 1994–1995 statt.

## Beschreibung
Der durch ein Joch gegliederte Chor schließt mit fünf Segmentteilen ab. Das ungegliederte Langhaus wird von einem flachen Tonnengewölbe überspannt. Dem Langhaus ist an der westlichen Seite ein Dachreiter aufgesetzt. Auf dieser Seite befindet sich auch in einer kleinen Vorhalle der Eingang.
Der im 1761 geschaffene Rokokoaltar, mit einer Baldachin-Begrönung, zeigt auf dem Gemälde Das Martyrium des hl. Vitus dar. Assistiert wird das Altarblatt von den Statuen der Heiligen Barbara und Margaretha.